# Buschvitz
Buschvitz – gmina w Niemczech w kraju związkowym Meklemburgia-Pomorze Przednie, w powiecie Vorpommern-Rügen, wchodząca w skład urzędu Bergen auf Rügen.

## Toponimia
Nazwa pochodzenia słowiańskiego, zapisana po raz pierwszy w formie Boskowitz (1283), Buskeuitze (1314), Boskevicze (1318), pochodzi od rugijskiego imienia *Božьkъ z sufiksem dzierżawczym -ici i oznacza tyle co „gród Bożka”.